# María del Pilar Acedo y Sarriá
María del Pilar Acedo y Sarriá (née à Tolosa le 10 mars 1784 et morte à Carresse le 27 février 1869) est une noble espagnole, marquise de Montehermoso et maîtresse royale de Joseph Bonaparte pendant son mandat de roi d'Espagne. Elle était l'une des personnes les plus célèbres d'Espagne sous le règne de Joseph Bonaparte, connue pour ses relations influentes, et leur liaison a attiré beaucoup d'attention.

## Biographie
Elle est la fille du comte espagnol José María Manuel Acedo y Atodo et de Luisa de Sarria y Villafañe. Elle est une amie d'enfance de Thérésa Cabarrus. Elle épouse en 1800 Ortuño de Aguirre y del Corral, marquis de Montehermoso (1784-1811), avec qui elle a une fille. Elle a passé la majeure partie de sa jeunesse à Vitoria,.
Son père et son épouse étaient membres de la Real Sociedad Bascongada de Amigos del País et elle vivait dans un environnement inspiré des Lumières. Elle était décrite comme une beauté aux vues anticléricales libérales qui s'oppose à l'Inquisition, parle français et italien, peint, écrit de la poésie, joue de la guitare et du piano et chante. Elle a hérité du titre de comtesse de Vado de sa tante,.
En octobre 1807, sa ville natale de Vitoria est occupée par les Français. Elle a rencontré Joseph Bonaparte lors de son voyage à Madrid après avoir été nommé roi d'Espagne par son frère Napoléon. Il séjourna à Vitoria en septembre 1808, où ils devinrent amoureux quand il fut logé au palais de Montehermoso. Elle l'a accompagné à Madrid en novembre, où elle est devenue sa maîtresse et a résidé avec lui au palais royal. Son époux a reçu un titre de Joseph et a été chargé d'accueillir Napoléon à la frontière en 1809,.
En 1811, elle réside à Vitoria pendant le séjour de Joseph à Paris: son conjoint l'accompagne et meurt en France. Elle quitte l'Espagne pour la France avec Joseph Bonaparte en mars 1813, avant la bataille de Vitoria. Elle s'est installée en France, où elle est morte. Elle est d'abord restée à Barèges, où elle a rassemblé une petite cour autour d'elle.  En 1816, elle épouse le noble officier français Amadeo de Carabène  qui l'a accompagnée jusqu'à la fin de ses jours, et s'installe au château de Carresse dans le Béarn, où elle reçoit les revenus de ses propriétés en Espagne et participe à des œuvres charitables,.
La marquise María del Pilar Acedo y Sarriá est morte en son château à Carresse le 23 août 1869, sa fille Amalia héritant de ses titres et de ses biens.